# Pedro Sabau y Larroya
Pedro Sabau y Larroya (Tamarite de la Litera, 1807 - Madrid, 3 de agosto de 1879) fue un jurista español, académico de la Real Academia de la Historia y de la Real Academia de Ciencias Morales y Políticas.

## Biografía
Estudió filosofía con los Escolapios de Tamarite de la Litera y después en el Real Estudio de San Isidro de Madrid. En 1826 se licenció en derecho civil y canónico en la Universidad Central de Madrid y poco después se  doctoró en jurisprudencia.
En 1835 participó como invitado en la junta extraordinaria de la Real Sociedad Económica Matritense de Amigos del País. En 1845 llegó a ser académico y secretario de la Real Academia de la Historia.
En 1846 fue nombrado catedrático de Derecho y en 1852 fue nombrado catedrático de Derecho internacional en la Facultad de Jurisprudencia de la Universidad Central. En 1855 fue nombrado decano de la Facultad de Derecho de la Universidad Central, cargo que ocupó hasta 1861. En 1857 ingresó en la Real Academia de Ciencias Morales y Políticas. El 29 de agosto de 1860 fue designado director de Instrucción Pública.

## Obras
- Ilustración de la ley fundamental de España que establece la forma de suceder en la Corona y exposición de los derechos de las Augustas hijas del Señor don Fernando VII, Imprenta Real, Madrid 1833.
- Noticia histórica de la Academia desde el año 1832 hasta el presente, 63 pàgines, Madrid 1852.
- Trad. de William H. Prescott, Historia del reinado de los Reyes Católicos, don Fernando y doña Isabel, Imprenta, Librería y Fundación de Rivadeneyra y Compañía, Madrid 1846.
- Programa de derecho internacional, asignatura del año octavo de la Facultad de Jurisprudencia, Madrid, 1853, Imprenta de Manuel Minuesa.
- Del Estado social en relación con los progresos de la ilustración y de las Ciencias, Discurso leído en la solemne inauguración de los estudios en la Universidad Central, el 18 de abril de 1854, Imprenta de José María Ducazcal, Madrid 1854.
- Retrato de los Reyes de Oviedo, doña Ormisenda y doña Usenda, Boletín de la Real Academia de la Historia, tomo 79 (desembre 1921), pp. 510-513.
- El Baile de Bellas Artes: juguete cómico en un acto y en prosa, 31 pàginas, R. Velasco Imprenta, 31 pp., Madrid 1899.
- Hoy como ayer: paso de comedia. Madrid.
- La Marujilla, Madrid 1905.